# Биология добра и зла. Как наука объясняет наши поступки
«Биология добра и зла. Как наука объясняет наши поступки» (англ. Behave: The Biology of Humans at Our Best and Worst) — научно-популярная книга нейроэндокринолога и приматолога, профессора биологии, неврологии и нейрохирургии Роберта Морриса Сапольски, опубликованная в 2017 году. Эта работа описывает, как различные биологические процессы влияют на поведение человека и вида в промежутках от секунд до тысячелетий.
В книге автор доступным языком объясняет работу разных частей мозга, размышляет о роли гормонов в теле человека. В своей работе Сапольски рассказывает, почему любые поступки человека совершаются под влиянием событий, происходящих не только за минуту или за час, но и за десятилетия до этих поступков.

## Отзывы
The Guardian в своей рецензии на книгу назвал её «чудесным синтезом научных областей». По мнению редакции, Сапольски написал неизменно интересную книгу, в которой он с заразительным азартом разгадывает головоломки. В обзоре Kirkus Reviews книгу называют образцовой научно-популярной работой, сложной, но доступной. Star Tribune назвал эту книгу главным трудом жизни Сапольски, называя её «ошеломляющим достижением и бесценным дополнением к канону научной литературы». По мнению Анны Смирновой из РБК, Сапольски-рассказчик «прямолинейный, динамичный, местами даже резковатый, с неизменным юмором относящийся к себе и своей профессии», в его заслугу ставится популяризация науки и честность по отношению к читателю. В статье также отмечается, что некоторые идеи из «Биологии добра и зла» кому-то могут показаться слегка устаревшими и что Сапольски «как будто не всегда получается угнаться за дискурсом идентичности, гендера, мультикультурализма».

## Премии
Книга стала лауреатом премии «Просветитель.Перевод» за 2020 год в номинации «Естественные и точные науки». Награду получил издательско-редакторский коллектив, который работал над русскоязычным изданием: переводчики Юлия Аболина и Елена Наймарк, научный редактор Даниил Марков и редактор Анастасия Ростоцкая.